# Список ізраїльських страв
Далі наводиться перелік ізраїльських страв. Щодо кухні, дивіться ізраїльську кухню.

## Основні страви

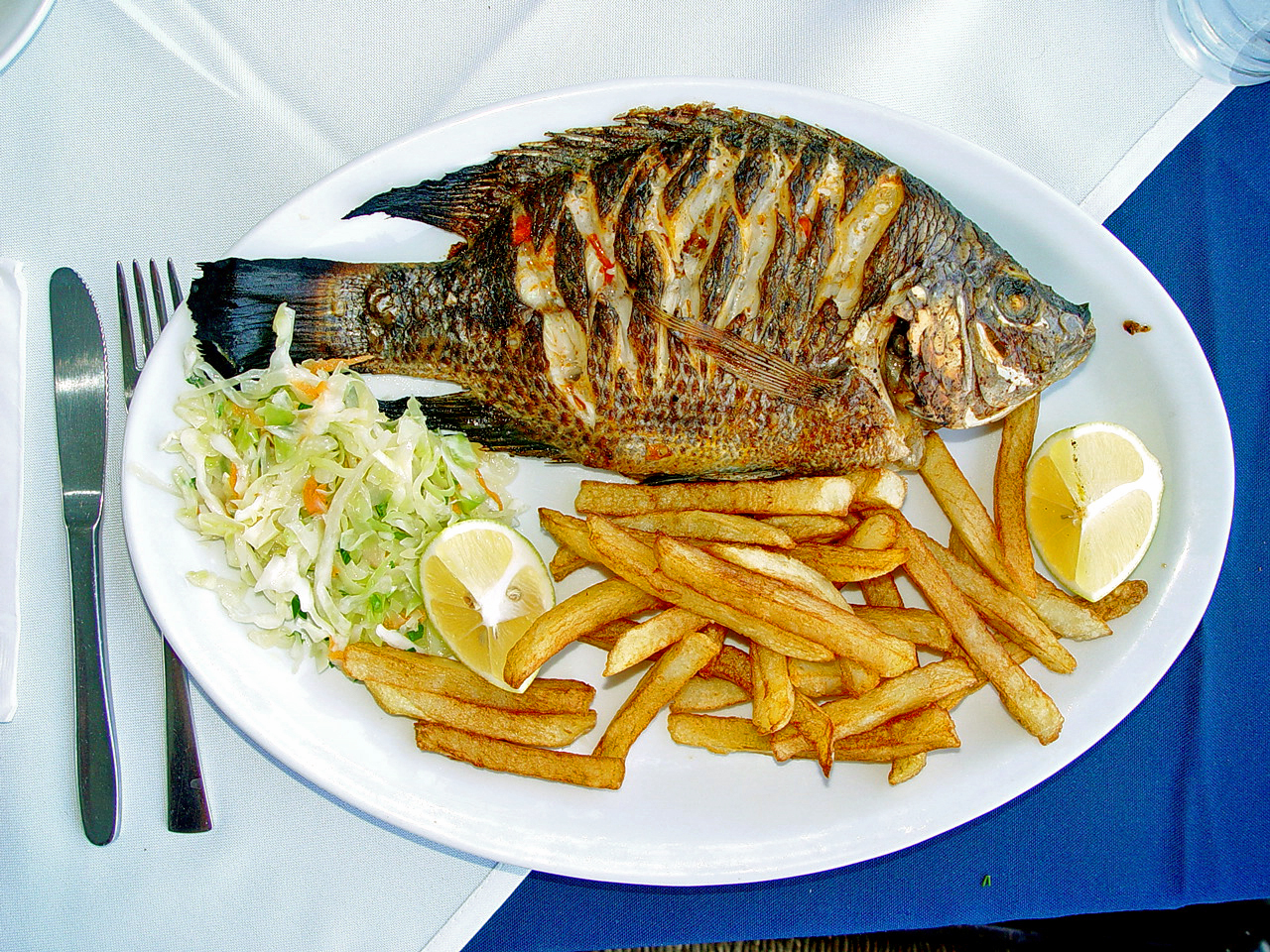
Риба святого Петра (тилапія) у ресторані в Тверії, Ізраїль

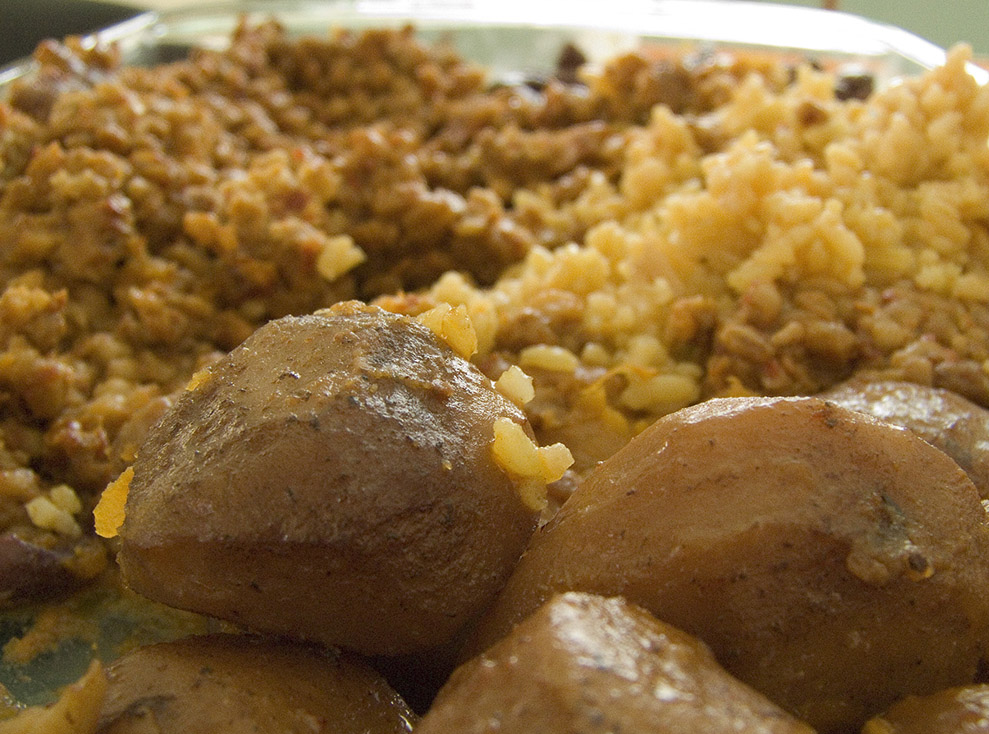
Хамін

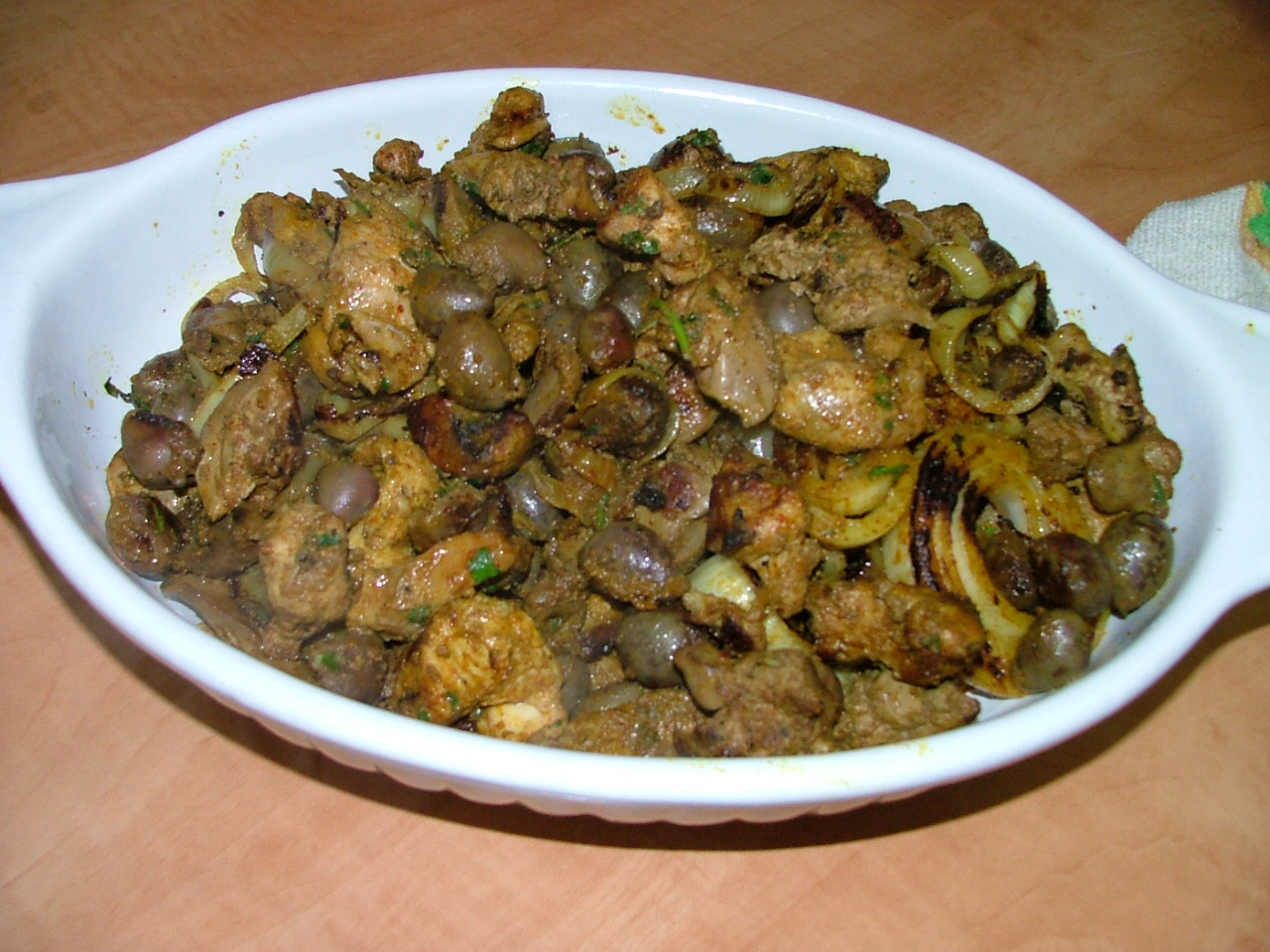
Єрусалимський змішаний гриль.

### М'ясо
- Змішаний гриль в Єрусалимі — походить з Єрусалиму,[1] це змішаний гриль із курячих сердець, селезінки та печінки, змішаний із шматочками баранини, приготовленим на пласкому грилі, приправленим сумішшю спецій та подаване з рисом, муджадарою або бамією
- Куба селек — рагу або суп з буряку
- Шашлик
- Гусяча печінка з шашликом — ароматизована спеціями
- Мергези — пряна ковбаса, що походить з Північної Африки, в основному їдять її на грилі в Ізраїлі
- Мусака — запечена у духовці шарова страва з меленої запіканки з м'яса та баклажанів
- Шніцель — смажена куряча грудка з борошняними крихтами або борошняним покривом зі спеціями

### Риба
- Тілапія — риба святого Петра, яку їдять в Ізраїлі і особливо в Тверії, смажену або запечену зі спеціями
- Денес — вживають у прибережній області, запечений з йогуртом, помідорами, часником, із сушеною м'ятою та огірками; також готується смажене.
- Риба гефілте — традиційні ашкеназькі кенелі з коропа, сига чи щуки, які зазвичай їдять як закуску

### Вегетаріанська
- Куба бамія — вареники з манки або рису та бамії, приготовані в томатному рагу або супі
- Брік
- Малавах — хліб, який їдять зі свіжим тертим томатом і скугою
- Хамін — заздалегідь приготовані від суботні рагу, що готуються різноманітно з м'ясом, зернами та коренеплодами
- Джахнун — тісто подається на шабат уранці зі свіжим тертим томатом і скугою, їдять на сніданок, особливо на шабат
- Зива — листкове тісто, увінчане кунжутом і наповнене сиром та оливками
- Птітим[2]
- Орез шуїт — біла квасоля, зварена в томатному рагу і подається на рисі
- Бургул — готується різними способами.
- Кішка — фарширована дерма, яку зазвичай готують у суботніх рагу
- Макарони хамін — традиційна страва єрусалимських сефардів, яка походить з єврейського кварталу Старого міста Єрусалиму.
- Хачапурі — хліб, наповнений яйцями та сиром.
- Кціцот хубеза — сеченик з мальви, булгура / хлібних дрібушок, яєць, цибулі, оливкової олії

## Юшки

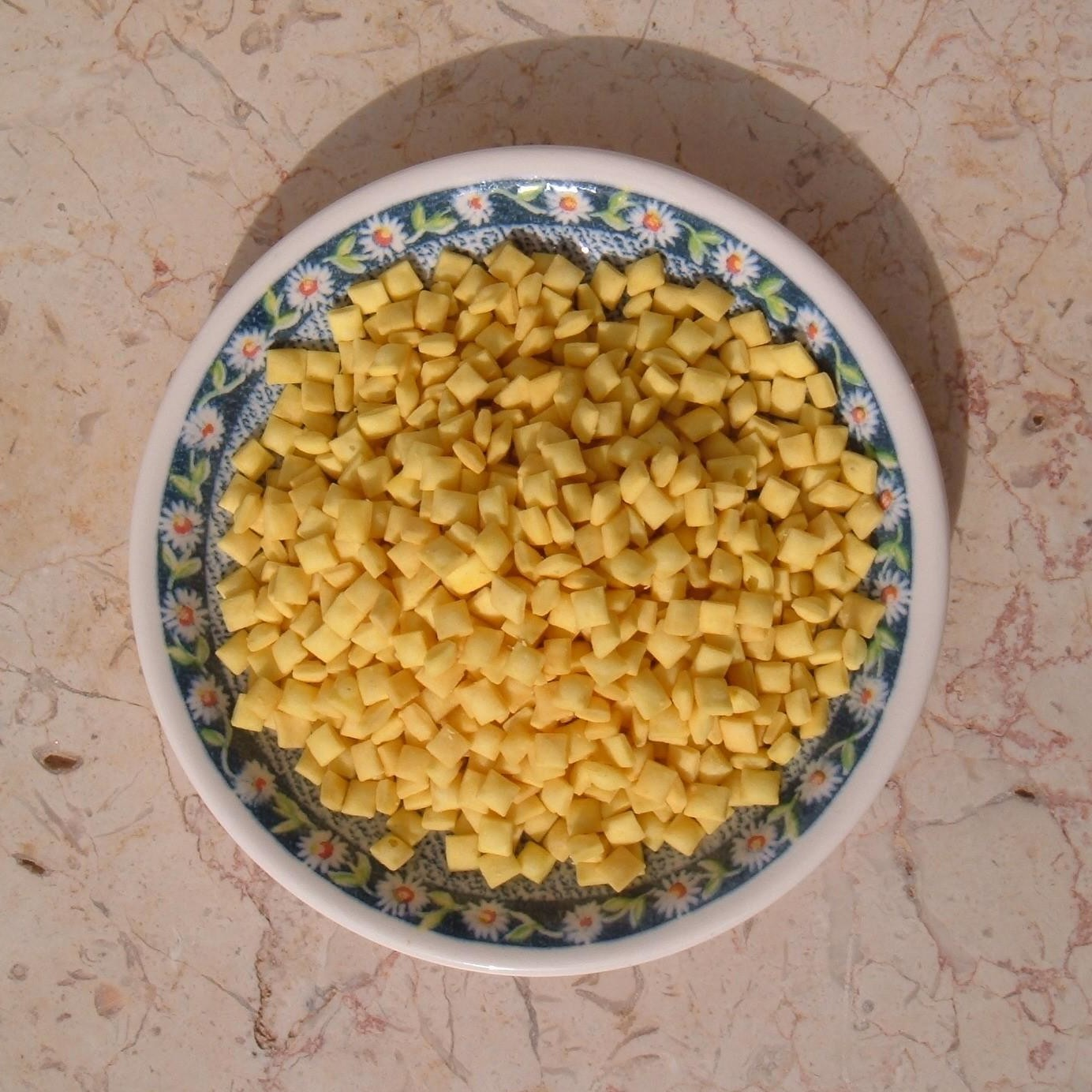
Шкедей марак

- Шкедей-марак — це маленькі жовті квадратики, виготовлені з борошна та пальмової олії
- Марак адашим — суп з сочевиці, приготований з томатним соусом
- Марак шуїт — суп з білої квасолі, приготовлений з томатним соусом
- Куля маца — кульки опущені в баняк з підсоленим окропом або курячим супом і є основною їжею на Пасху

## Мезе

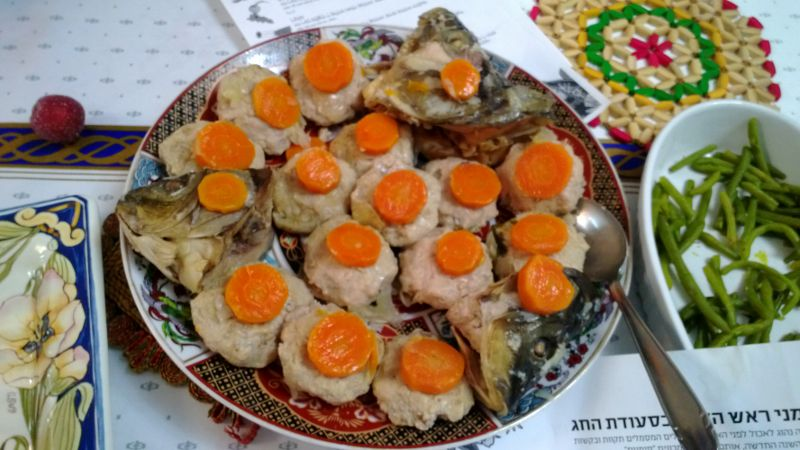
Риба гефілт

- Буреки — філоване або листкове тісто, що можна наповнити городиною, сиром, м'ясом, спеціями, зеленню, горіхами, соліннями тощо (походить від — бурек)
- Креплач — це невеликі вареники, наповнені сеченим м'ясом, бульбовим пюре або іншою начинкою, зазвичай варені, що подаються в курячому супі, хоча їх також можна подавати смаженими.

### Салати й підливи

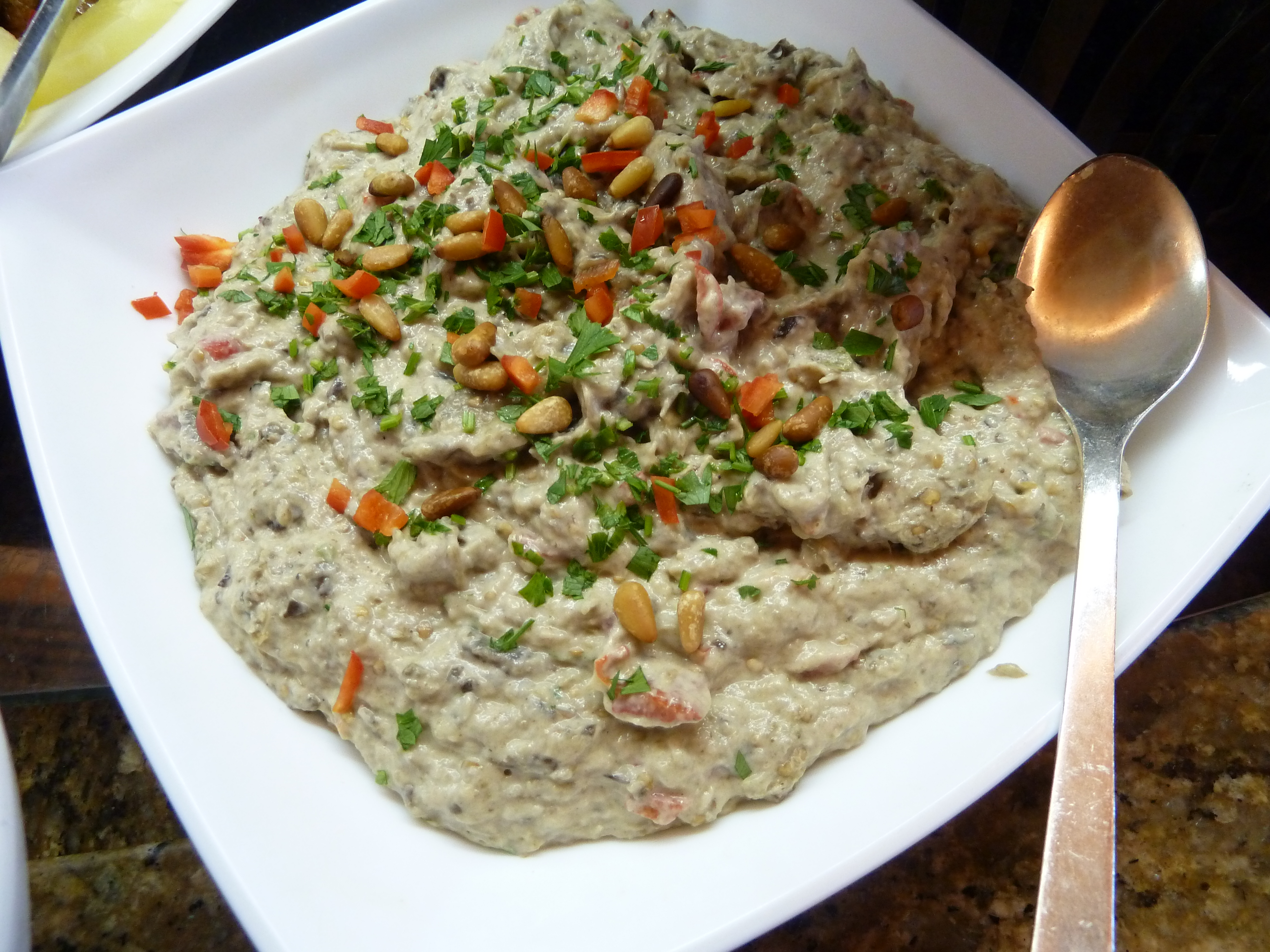
Ізраїльський салат з баклажанів під майонезом

- Ізраїльський салат — готується з томатами, огірками, цибулею, петрушкою
- Салат «зілацілім б'майонез» — містить смажені баклажани, майонез, часник
- Салат з авокадо — сільський (з кібуцу) салат з авокадо, з цитриновим соком і подрібненою зеленою цибулею
- Матбуха — варена страва з томатів та смаженого болгарського перцю, приправлена часником та перцем чилі.
- Морквяний салат
- Капустяний салат (малфуф)
- Капустяний салат (колеслав)
- Грецький салат
- Салат сабіч — сільська (з кібуцу) страва, яку готують як салат, інгредієнти в ній майже такі ж, як і у самого сабіча, незважаючи на хумус та хліб з лавашу
- Хамусім — городину замочують у воді й солі в горщику на тиждень, додаючи таке: огірок, капусту, баклажани, моркву, ріпу, редьку, цибулю, каперси, цитрину, оливки, цвітну капусту, томати, чилі, дзвіночковий перець, часник і квасолю.

### Сири та йогурти

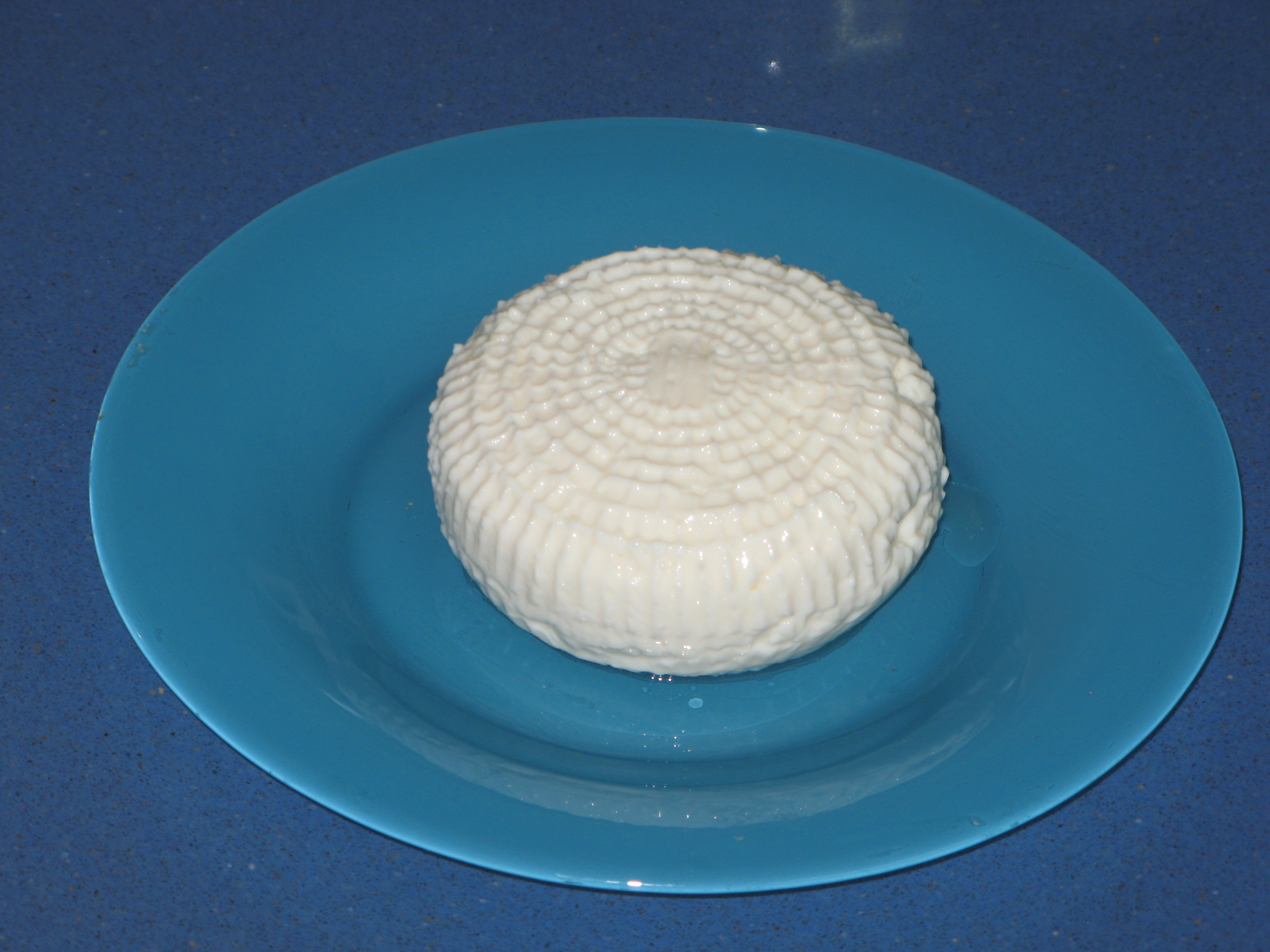
Сир «теф»

- Сир цфат — напівтвердий солоний сир з овечого молока
- Зернений сир
- Черкеський сир
- Сир фета
- Сир болгарський
- Гвіна левана — ізраїльський сир кварк, продається у різних варіаціях вмісту жиру (1/2%, 3 %, 5 % та 9 %)
- Молочний — йогурт з шоколадним пудингом та збитими ванільними вершками та іншими варіаціями

## Спеції та приправи

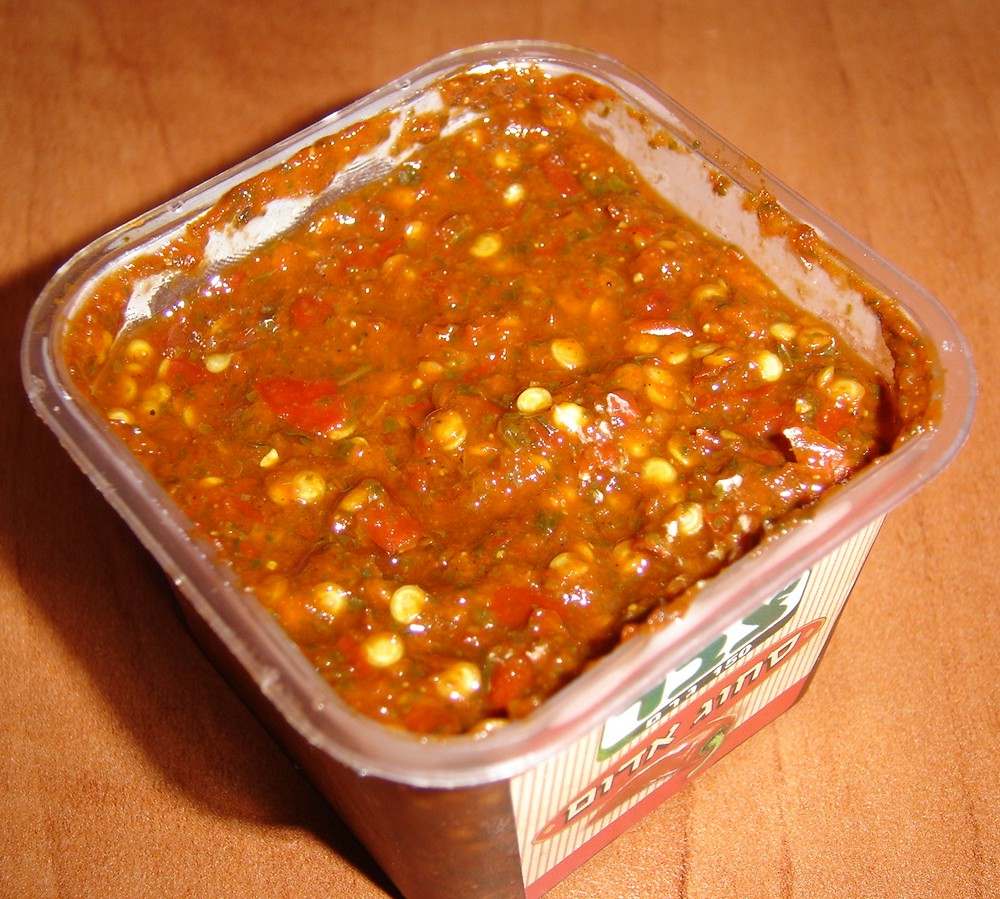
Скуг

- Рас-ель-ханоту
- Сумах
- Гавайський
- Фільфел чума
- Скуг
- Амба

## Хліб

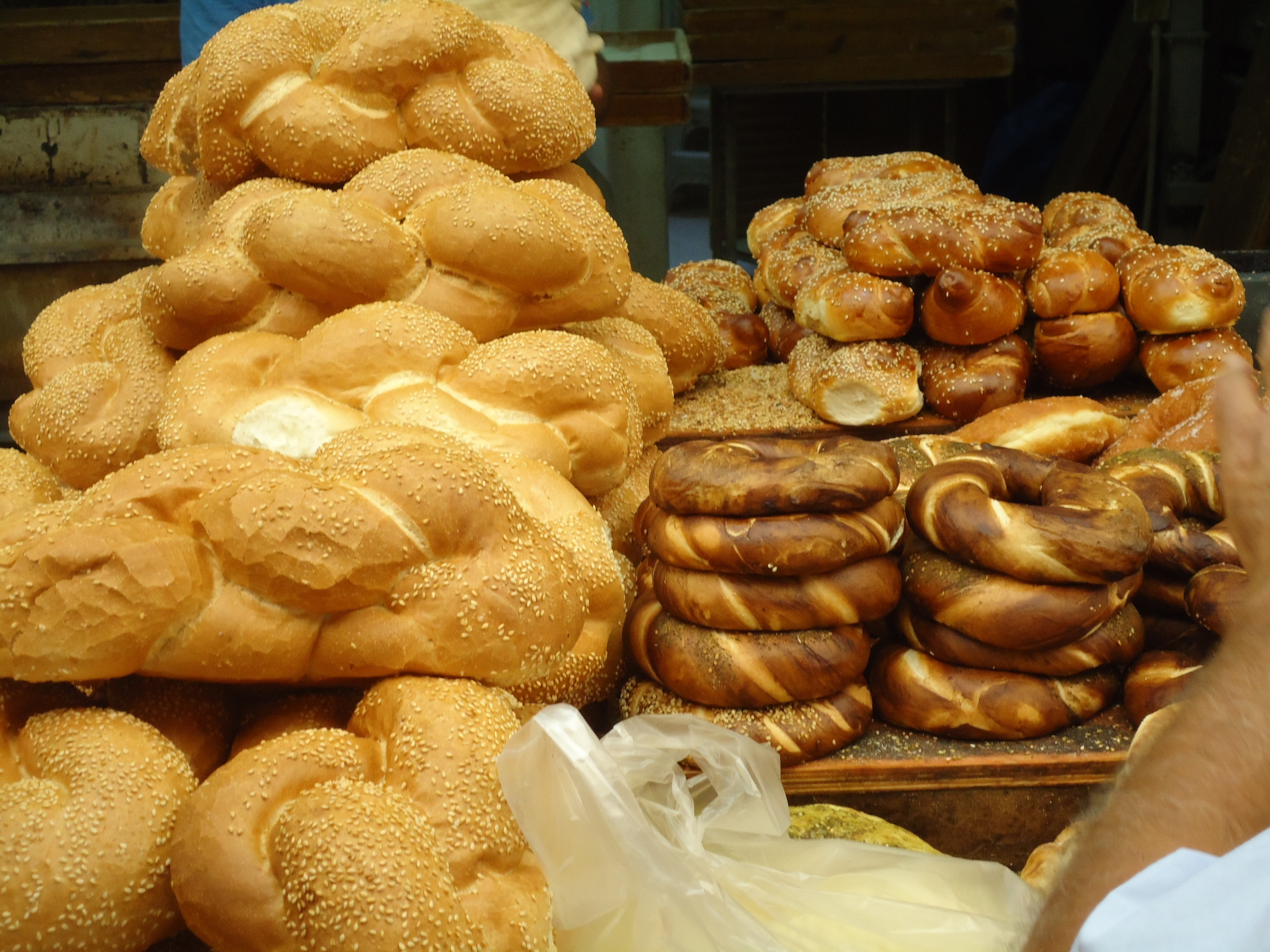
Хала та бублик на ринку Махане-Єгуда.

- Хала
- Бублик
- Мофлета[en]
- Маца
- Малавах
- Кубане

### Хлібні страви

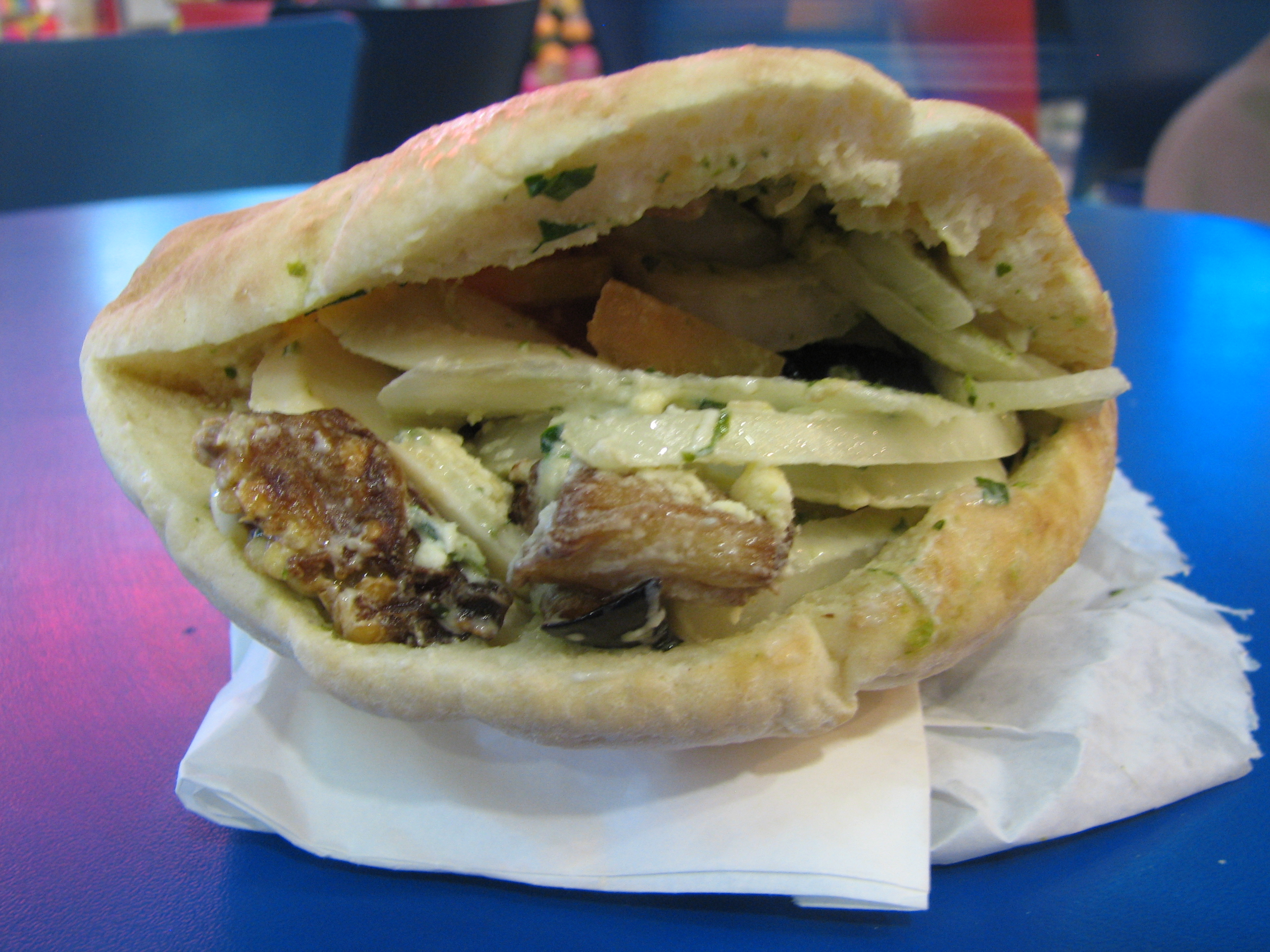
Сабіч

- Єрусалимський змішаний гриль — можна подавати в лаваші або лафі (іракська піта)
- Бубличний тост
- Сабіч — ізраїльська страва, подавана в лаваші, традиційно містить смажені баклажани, зварені круті яйця, хумус, тахіні, ізраїльський салат, бульбу, петрушку та амбу. Традиційно його готують з яєць хамінадо, повільно зварених у хаміні, поки вони не зарум'яняться. Іноді цю страву обливають гострим соусом і посипають подрібненою цибулею.
- Лахмакун — круглий тонкий шматок тіста, наповнений фаршем (найчастіше з яловичини й баранини) і фаршем з городини та трав, включаючи цибулю, томати та петрушку, потім запечений.
- Омлет б'лафа — омлет у табунському хлібі, подається з хумусом або лабне.
- Туніська канапка

## Закуски

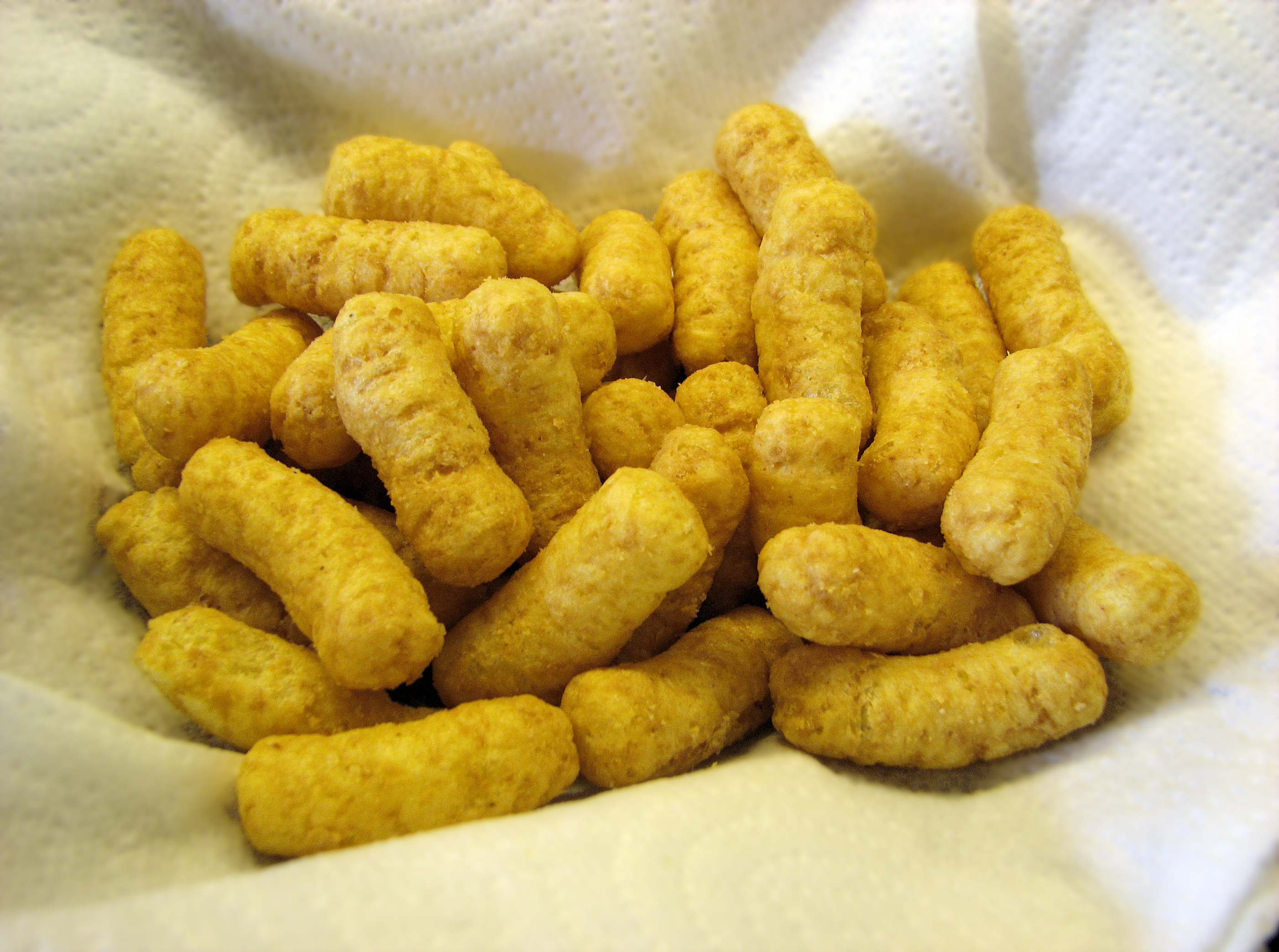
Бамба

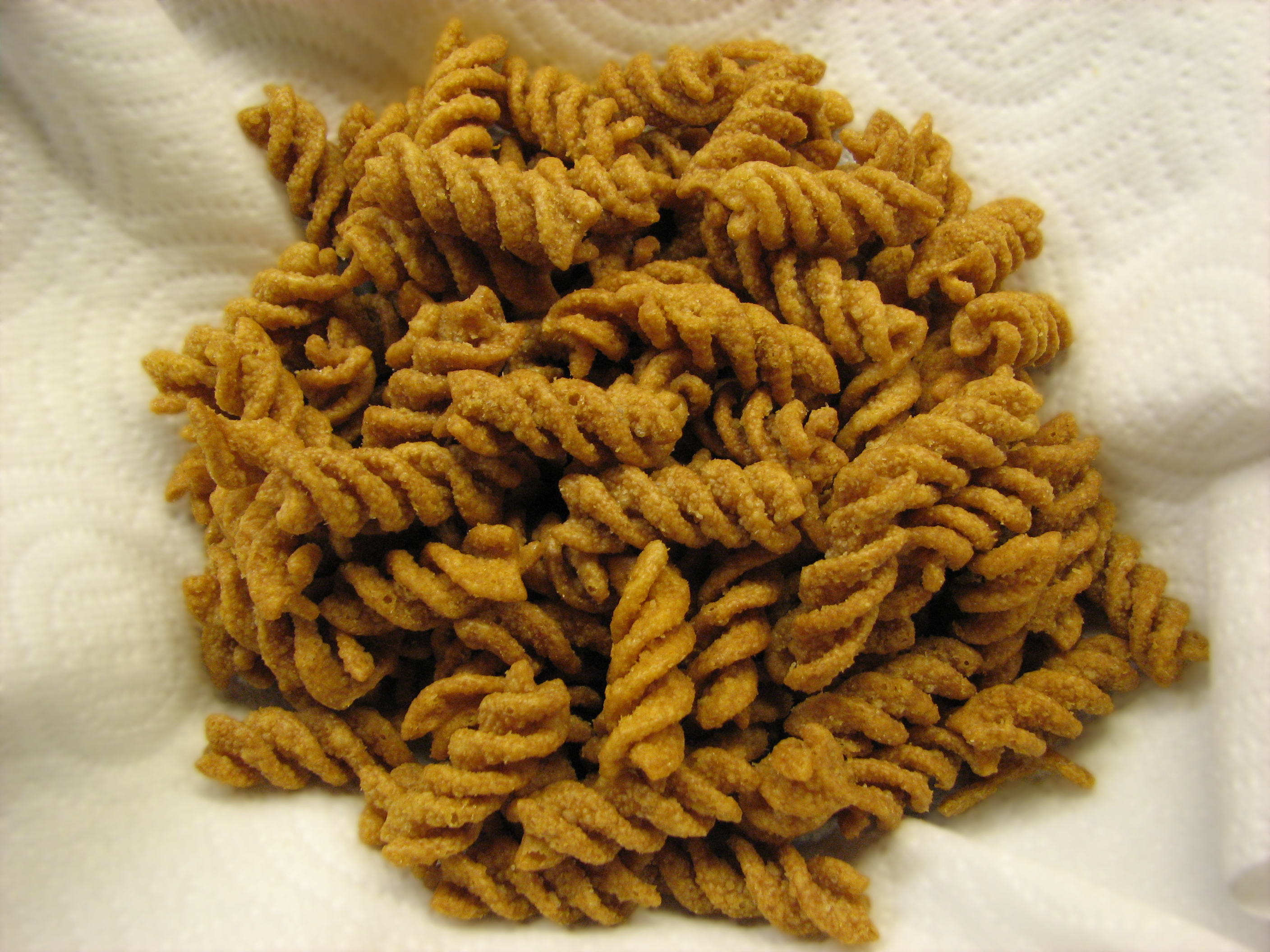
Біслі зі смаком грилю.

- Бурекас
- Бамба
- Суфганія
- Шфендж
- Біслі
- Крембо
- Коров'ячий шоколад
- Клік
- Песек зман
- Мекупелет
- Тортіт
- Фрікандель
- Панекук спеціальний

## Солодощі й десерти

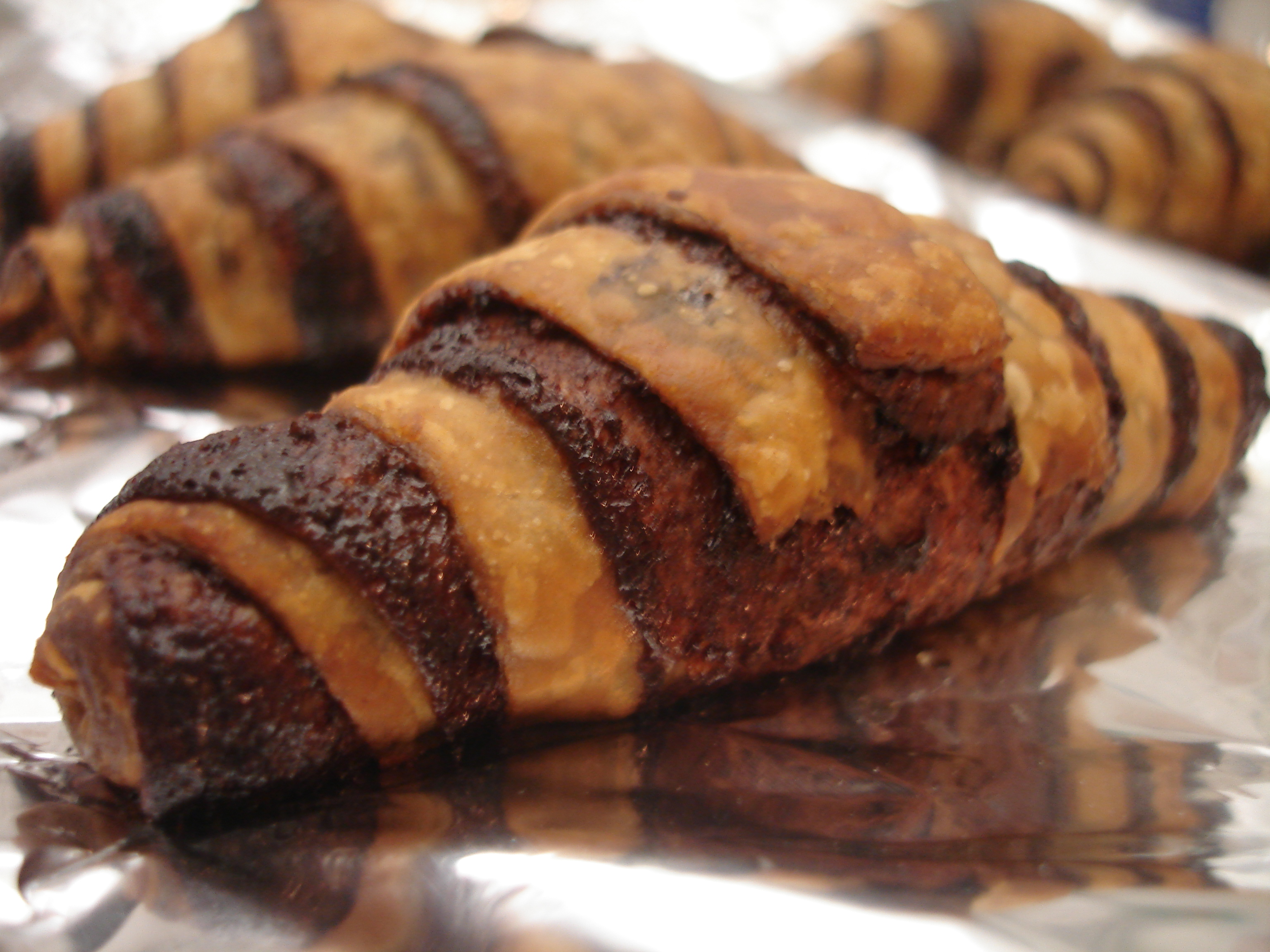
Ругелах

- Сілан — густий темно-коричневий приторно солодкий фруктовий сироп, витягнутий з фініків
- Кавун з сиром сірене або цфат, а іноді з листям м'яти
- Ругелах
- Хоменташ
- Торт кранц
- Кугель
- Фазуелос
- Левівот
- Морозиво халви
- Лекач
- Лахох
- Млинець — млинці наповнені шоколадною намазкою нутела та бананом
- Морозиво — морозиво та сорбети мають багато ароматів, включаючи хумус, бамбу, арак, кавун, болгарський сир, лабан та затар

## Напої

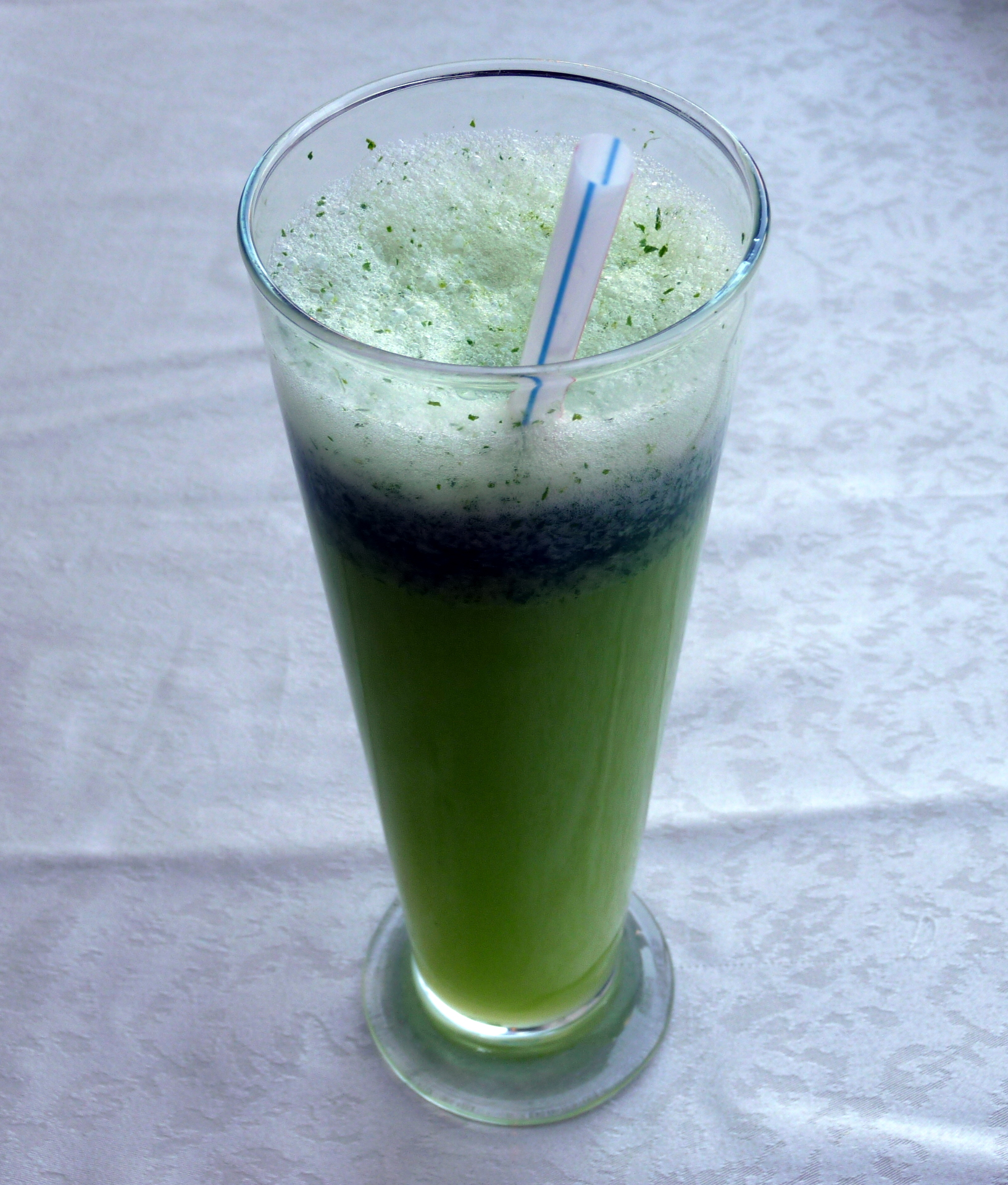
Лімонана

- Арак — алкогольний напій з ароматом анісу, іноді замість води ароматизований соками грейпфрута чи кату
- Ізраїльське вино
- Гранатове вино
- Турецька кава
- Лімонана — вид лимонаду, виготовлений зі свіжовичавленого лимонного соку та листя м'яти
- Горілка — дистильований напій, що складається переважно з води та етанолу, іноді зі слідами домішок та ароматизаторів.
- Пиво
- Чай іноді приправляється рожевою водою, м'ятою, цитриновим соком, медом або фініками
- Гранатовий сік
- Гат — сік з кату, в Єрусалимі його змішують з лимоном і називають Етрогат.
- Абрикосовий сік
- Помаранчевий сік
- Сік цукрової тростини
- Шоколадне молоко в пакетику (Шоко Бсакіт)